# Лайма (селище, Нью-Йорк)
Лайма (англ. Lima) — селище (англ. village) в США, в окрузі Лівінгстон штату Нью-Йорк. Населення — 2094 особи (2020).

## Географія
Лайма розташована за координатами 42°54′25″ пн. ш. 77°36′44″ зх. д. / 42.90694° пн. ш. 77.61222° зх. д. (42.906948, -77.612263).  За даними Бюро перепису населення США в 2010 році селище мало площу 3,49 км², уся площа — суходіл.

## Демографія
Згідно з переписом 2010 року, у селищі мешкало 2139 осіб у 795 домогосподарствах у складі 541 родини. Густота населення становила 614 осіб/км².  Було 847 помешкань (243/км²).
Расовий склад населення:
| - 95,7 % — білих - 1,6 % — азіатів - 0,6 % — чорних або афроамериканців - 0,3 % — корінних американців |

До двох чи більше рас належало 1,4 %. Частка іспаномовних становила 2,5 % від усіх жителів.
За віковим діапазоном населення розподілялося таким чином: 23,2 % — особи молодші 18 років, 64,2 % — особи у віці 18—64 років, 12,6 % — особи у віці 65 років та старші. Медіана віку мешканця становила 38,3 року. На 100 осіб жіночої статі у селищі припадало 93,1 чоловіків;  на 100 жінок у віці від 18 років та старших — 89,7 чоловіків також старших 18 років.
Середній дохід на одне домашнє господарство  становив 61 493 долари США (медіана — 51 581), а середній дохід на одну сім'ю — 70 904 долари (медіана — 64 583). Медіана доходів становила 47 014 долари для чоловіків та 39 861 долар для жінок. За межею бідності перебувало 17,0 % осіб, у тому числі 26,0 % дітей у віці до 18 років та 9,5 % осіб у віці 65 років та старших.
Цивільне працевлаштоване населення становило 1228 осіб. Основні галузі зайнятості: освіта, охорона здоров'я та соціальна допомога — 30,9 %, виробництво — 15,5 %, роздрібна торгівля — 10,9 %, мистецтво, розваги та відпочинок — 7,1 %.